# کانورس (تگزاس)
کانورس، تگزاس(به انگلیسی: Converse, Texas) شهری در ایالت تگزاس از ایالات جنوبی ایالات متحده آمریکا است. در سرشماری سال ۲۰۰۰، جمعیت این شهر ۱۱۵۰۸ نفر اعلام شد.